# Virescence

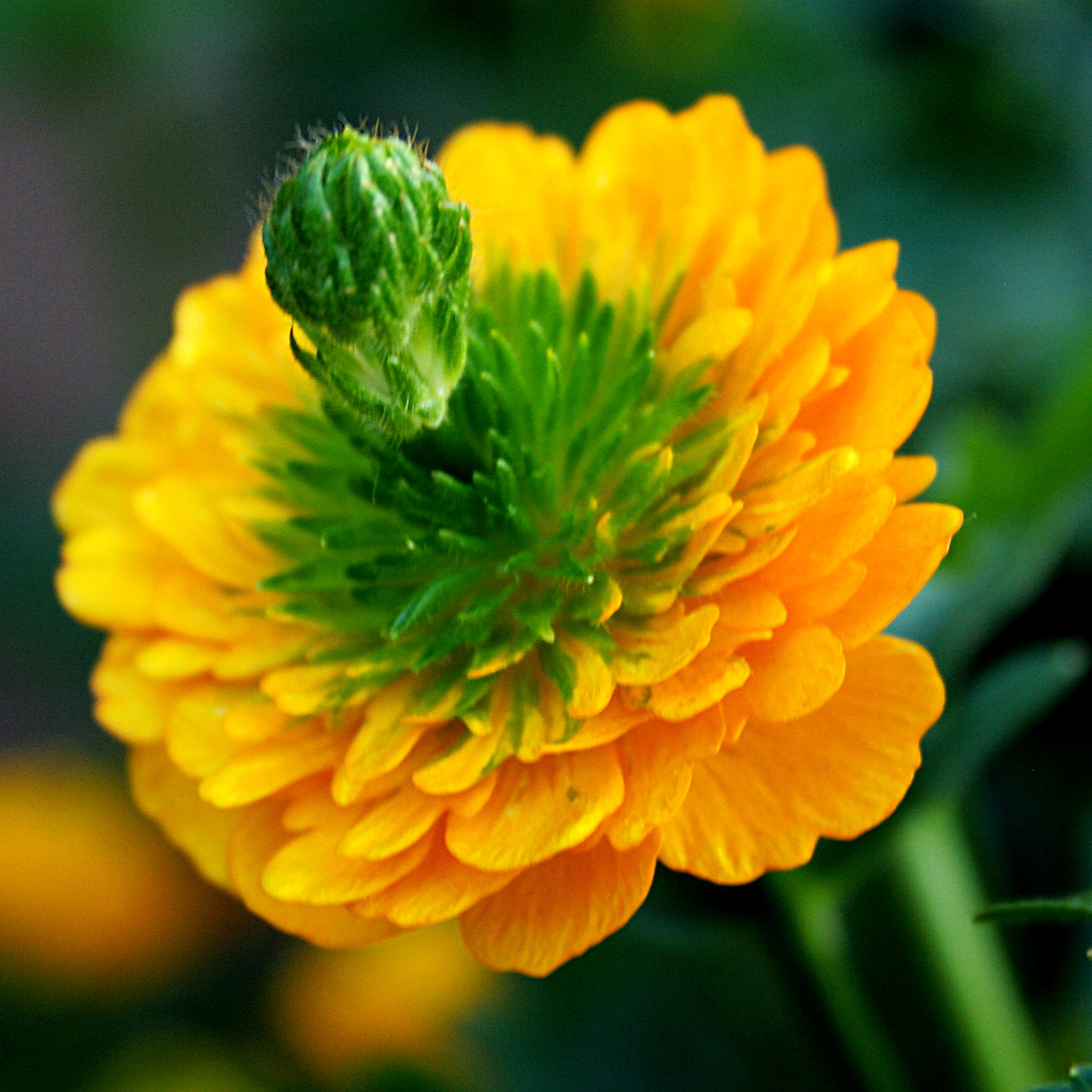
Virescence florale (verdissement), associée à une phyllodie (développement anormal des organes floraux en feuilles).

La virescence est le développement anormal d'une pigmentation verte dans des parties de plantes qui normalement ne sont pas vertes, comme de jeunes pousses ou des fleurs (dans ce dernier cas, on parle de « virescence florale ».
La virescence est étroitement associée à la phyllodie (développement anormal des organes floraux en feuilles) et au balai de sorcière (croissance anormale d'une masse dense de pousses à partir d'un seul point). Ce sont souvent des symptômes de la même maladie affectant les plantes, généralement causés par des phytoplasmes. 
Le terme « chloranthie » est parfois employé pour désigner les virescences florales, bien qu'il désigne plutôt la phyllodie.
Le terme est dérivé du latin virescere, « devenir vert, verdir ». Il est attesté dans la langue française depuis 1855.